# 솽시구

솽시 구의 위치

솽시구(한국어: 쌍계구, 중국어: 雙溪區, 병음: Shuāngxī Qū)는 중화민국 신베이시의 구이다. 넓이는 146.2484km2이고, 인구는 2015년 8월 기준으로 9,291명이다.

## 교통
- 타이완 철로관리국 이란 선

## 같이 보기
- 신베이시